# 新马斯河

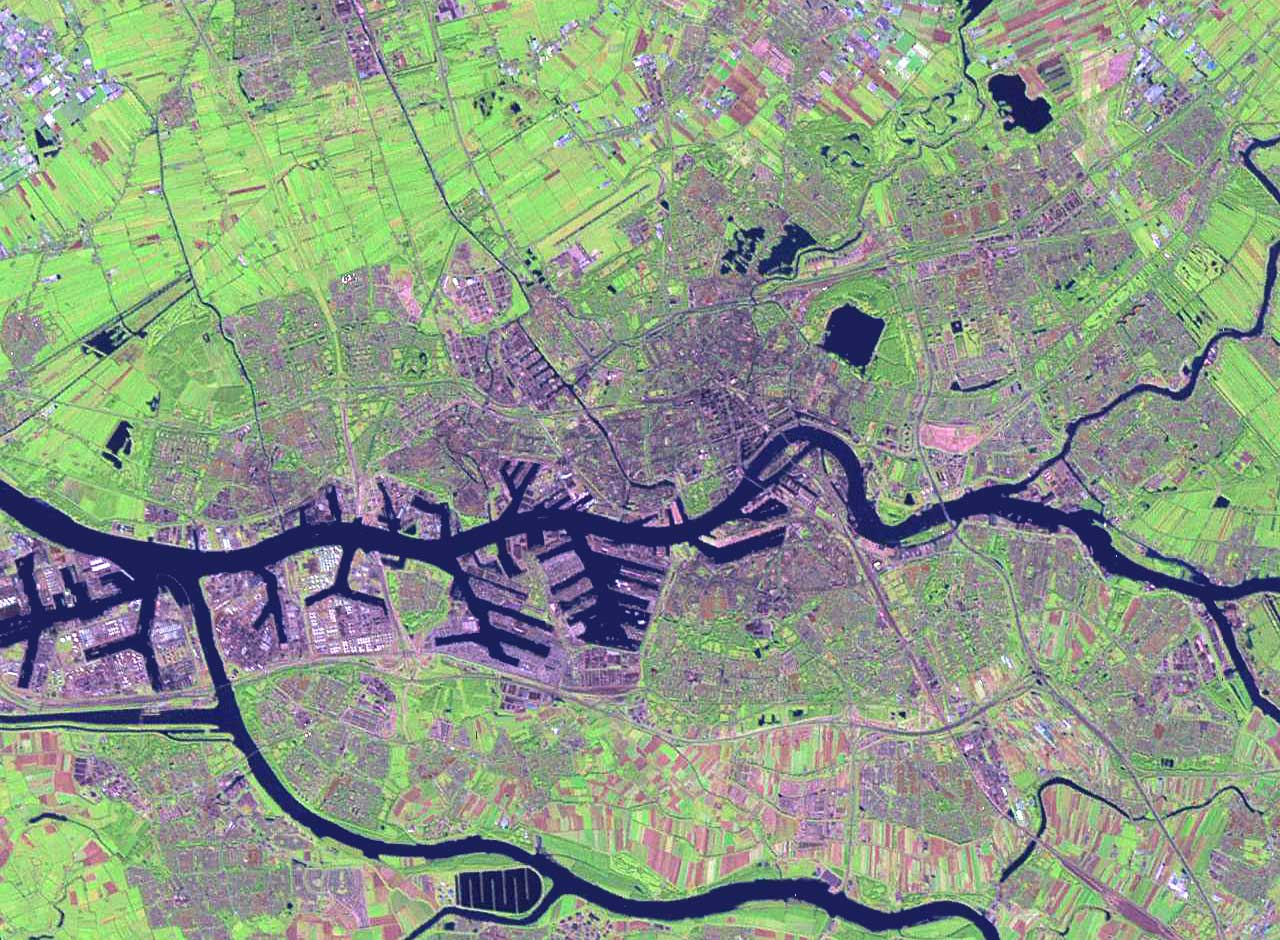
新馬斯河衛星圖

新马斯河（荷蘭語：Nieuwe Maas，發音：[ˌniʋə ˈmaːs]）是荷兰南荷蘭省的河流，是莱茵河的岔流（史上为马斯河的岔流），位于荷兰西部莱茵-马斯-斯海尔德三角洲，全长24千米，由诺德河和莱克河汇流而成，向西穿越鹿特丹后，在弗拉尔丁恩附近与旧马斯河汇流为斯赫尔河，之后经新航道流入北海。